# Saint-Paul-de-Varax
Saint-Paul-de-Varax település Franciaországban, Ain megyében. Lakosainak száma 1637 fő (2022. január 1.). Saint-Paul-de-Varax Lent, Marlieux, Saint-André-le-Bouchoux, Saint-André-sur-Vieux-Jonc, Saint-Germain-sur-Renon, Saint-Nizier-le-Désert és Servas községekkel határos.

## Népesség
A település népessége az elmúlt években az alábbi módon változott:
| Lakosok száma | 711  | 1161 | 1081 | 1429 | 1475 | 1476 | 1529 | 1562 | 1583 | 1637 |
|               | 1968 | 1982 | 1990 | 2006 | 2013 | 2015 | 2017 | 2019 | 2020 | 2022 |